# Bordell Deutschland
Bordell Deutschland ist ein Dokumentarfilm über Prostitution in Deutschland.

## Inhalt und Rezeption
Der 89 Minuten lange Film von Christian Stracke und Natalie Zinkand wurde von medi cine medienproduktions GmbH produziert. Er wurde am 18. November 2017 im ZDF ausgestrahlt.
Der Film soll aufzeigen, welche Rollen Prostitutionsverbände, Bordellbetreiber und die Politik im System der Prostitution spielen. Zu Wort kommen ehemalige und aktive Prostituierte, der Polizeihauptkommissar a. D. Manfred Paulus, die Psychotherapeutin Ingeborg Kraus und die Spiegelredakteurin Ann-Katrin Müller. Ursprünglich für 45 Minuten ausgelegt, wurde er später doppelt so lang.

## Rezeption
Der Spiegel bezeichnete den Film als „die umfassendste Recherche, die bisher zum Thema Prostitution im deutschen Fernsehen zu sehen war“.
Die Organisationen Doña Carmen und der Berufsverband erotische und sexuelle Dienstleistungen kritisierten viele Aussagen des Films als nicht wahrheitsgemäß, aus dem Zusammenhang gerissen und zu reißerisch präsentiert, um Einschaltquoten zu generieren.